# Philippe Collet

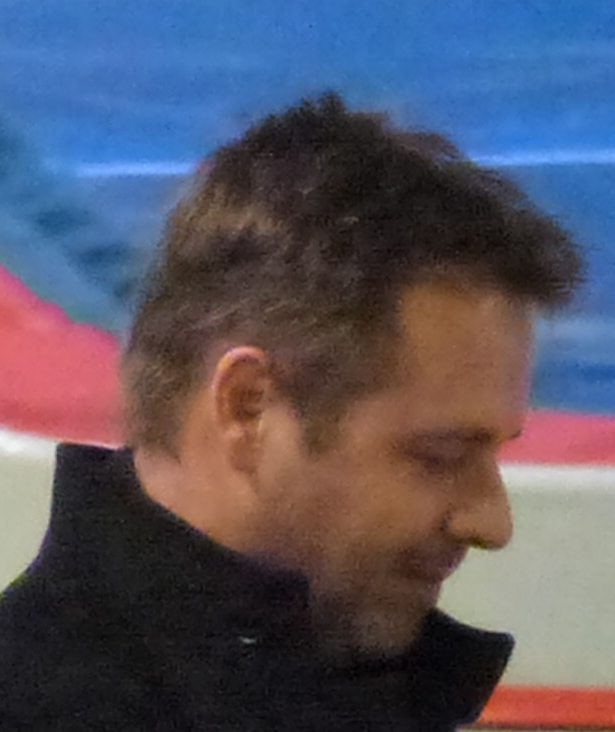
Philippe Collet 2012

Philippe Collet (* 13. Dezember 1963 in Nancy) ist ein ehemaliger französischer Stabhochspringer.
1985 gewann er Silber bei der Universiade und 1986 Bronze bei den Halleneuropameisterschaften in Madrid und den Europameisterschaften in Stuttgart.
1987 wurde er Vierter bei den Halleneuropameisterschaften in Liévin, schied aber bei den Weltmeisterschaften in Rom ohne gültigen Versuch aus. Im Jahr darauf wurde er jeweils Fünfter bei den Halleneuropameisterschaften in Budapest und den Olympischen Spielen in Seoul.
Nach einem vierten Platz bei den Europameisterschaften 1990 in Split qualifizierte er sich bei den Weltmeisterschaften 1991 in Tokio für das Finale, in dem ihm allerdings kein gültiger Versuch gelang.
Bei den Olympischen Spielen 1992 in Barcelona wurde er Siebter, bei den Europameisterschaften 1994 in Helsinki Vierter.
Fünfmal wurde er im Freien (1985, 1988, 1989, 1991, 1992) und dreimal in der Halle (1986, 1988, 1991) nationaler Meister.
Seine Söhne Mathieu (* 1995) und Thibaut (* 1999) gehen ebenfalls dem Stabhochsprung nach.

## Persönliche Bestleistungen
- Stabhochsprung: 5,85 m, 22. Juli 1986, Paris
  - Halle: 5,94 m, 10. März 1990, Grenoble (ehemaliger französischer Rekord)